# Cesena Football Club 2022-2023
Questa voce raccoglie le informazioni riguardanti il Cesena Football Club nelle competizioni ufficiali della stagione 2022-2023.

## Stagione
Nella stagione 2022-2023 il Cesena disputa il girone B del campionato di Serie C, raccoglie 79 punti con il secondo posto finale, alle spalle della promossa Reggiana. L'undici romagnolo viene affidato al tecnico Mimmo Toscano, chiude in terza posizione il girone di andata con 37 punti, nel girone di ritorno alza ancora l'asticella, ottiene 42 punti. Che però non bastano a vincere il girone, la Reggiana lo vince con 2 punti in più. Nei Play-off il Cesena, grazie al posto d'onore, entra in scena nei turni nazionali dei quarti di finale, incrociando il L.R. Vicenza, arrivano due (0-0) che promuovono i romagnoli in virtù del miglior piazzamento. Nelle semifinali l'avversario è il Lecco, in riva al Lago il Cesena vince (1-2) e sembra una pratica chiusa, invece il Lecco vince (0-1) al Manuzzi, e si impone anche, superando (3-5) ai calci di rigore il Cesena. Protagonista della bella stagione cesenate, e miglior realizzatore dei bianconeri, è stato Simone Corazza preso dall'Alessandria, che firma 18 reti. Nella Coppa Italia di Serie C nel primo turno il Cesena ha superato (3-1) la Fermana, nel secondo turno esce dal torneo superato (2-1) dal Rimini.

## Divise e sponsor
Per questa stagione lo sponsor tecnico sarà affidato all'azienda italiana Kappa, mentre il main sponsor sulla maglia rimarrà PLT puregreen. La prima maglia rimarrà come tradizione bianco con dettagli neri, la seconda maglia nera con dettagli bianchi, e la terza totalmente di azzurro.
Per quanto riguarda gli altri sponsor pubblicitari rimarranno tutti gli stessi, tra i più noti per esempio Orogel, Amadori e Technogym e ovviamente Pubblisole.

## Organigramma societario
Aggiornato al 20 dicembre 2021.
Area direttiva
- Copresidente: John Aiello
- Copresidente e CEO: Robert Lewis
- Consiglieri: Massimo Agostini, Matteo Targhini e Michele Bocchini
- Segretario Generale: Marco Valentini
- Responsabile della sicurezza: Gianluca Campana
- Dipartimento SLO: Roberto Checchia

Area comunicazione e marketing
- Addetto Stampa: Enrico Marinò
- Responsabile Marketing: Alessandro Ugoccioni

Area sportiva
- Direttore sportivo: Stefano Stefanelli
- Responsabile area tecnica: Massimo Agostini
- Team Manager: Matteo Visani

Area tecnica
- Allenatore: Domenico Toscano
- Allenatore in seconda: Michele Napoli
- Preparatore dei Portieri: Fulvio Flavoni, poi Cristiano Scalabrelli (dal 5 dicembre 2022).
- Preparatori atletici: Andrea Nocera e Massimo Magrini (recupero infortunati) coadiuvati da Diego Clementi
- Magazzinieri: Matteo Fantozzi, Nicolino Petrosino

Area sanitaria
- Responsabile Sanitario: Dott. Vittorio Gemellaro
- Medico Sociale: Dott. Jacopo Gamberini
- Massaggiatori: Francesco Canali, Costantino Cucciniello e Stefano Valentini

Settore Giovanile
- Responsabile Settore Giovanile: Davor Jozić
- Segretario Settore Giovanile: Filippo Biondi
- Allenatore Under 10: Manuel Circolari
- Allenatore Under 11: Simone Confalone
- Allenatore Under 12: Giuseppe De Feudis
- Allenatore Under 13: Alessio Serafini
- Allenatore Under 14: Alessandro Teodorani
- Allenatore Under 15: Lorenzo Magi
- Allenatore Under 16: Juri Tamburini
- Allenatore Under 17: Filippo Masolini
- Allenatore Under 18: Nicola Campedelli
- Allenatore Primavera: Giovanni Ceccarelli

## Rosa
| N. |                    | Ruolo | Calciatore           |
| -- | ------------------ | ----- | -------------------- |
| 1  | Italia (bandiera)  | P     | Andrea Tozzo         |
| 3  | Italia (bandiera)  | D     | Mario Mercadante     |
| 4  | Croazia (bandiera) | D     | Ivan Kontek          |
| 5  | Italia (bandiera)  | D     | Luca Coccolo         |
| 6  | Francia (bandiera) | C     | Jonathan Bumbu       |
| 7  | Italia (bandiera)  | C     | Giacomo Zecca        |
| 8  | Italia (bandiera)  | C     | Saber Hraiech        |
| 9  | Italia (bandiera)  | A     | Alexis Ferrante      |
| 10 | Italia (bandiera)  | C     | Riccardo Chiarello   |
| 11 | Albania (bandiera) | A     | Stiven Shpendi       |
| 14 | Italia (bandiera)  | D     | Daniele Celiento     |
| 15 | Italia (bandiera)  | D     | Andrea Ciofi         |
| 16 | Italia (bandiera)  | D     | Alessandro Albertini |
| 17 | Italia (bandiera)  | C     | Emanuele Adamo       |
| 18 | Italia (bandiera)  | A     | Simone Corazza       |

| N. |                        | Ruolo | Calciatore                |
| -- | ---------------------- | ----- | ------------------------- |
| 19 | Italia (bandiera)      | D     | Giuseppe Prestia          |
| 20 | Italia (bandiera)      | C     | Francesco De Rose         |
| 23 | Italia (bandiera)      | P     | Stefano Minelli           |
| 23 | Italia (bandiera)      | C     | Mattia Mustacchio         |
| 24 | Italia (bandiera)      | C     | Nicolò Bianchi (capitano) |
| 27 | Italia (bandiera)      | D     | Marco Calderoni           |
| 28 | Italia (bandiera)      | D     | Luigi Silvestri           |
| 31 | Italia (bandiera)      | A     | King Udoh                 |
| 32 | Albania (bandiera)     | A     | Cristian Shpendi          |
| 44 | Stati Uniti (bandiera) | P     | Luca Lewis                |
| 73 | Italia (bandiera)      | D     | Simone Pieraccini         |
| 77 | Italia (bandiera)      | C     | Alessio Brambilla         |
| 88 | Italia (bandiera)      | C     | Matteo Francesconi        |
| 97 | Italia (bandiera)      | P     | Lorenzo Pollini           |
| 98 | Italia (bandiera)      | D     | Tomas Lepri               |

## Calciomercato

### Sessione estiva(dal 1/7 al 1/9)
| Acquisti         | Acquisti             | Acquisti                  | Acquisti                         |
| R.               | Nome                 | da                        | Modalità                         |
| ---------------- | -------------------- | ------------------------- | -------------------------------- |
| P                | Stefano Minelli      | Frosinone                 | definitivo                       |
| P                | Luca Lewis           | N.Y. Red Bulls            | definitivo                       |
| P                | Andrea Tozzo         |                           | svincolato                       |
| D                | Mario Mercadante     | Monopoli                  | definitivo                       |
| D                | Ivan Kontek          | Ternana                   | definitivo                       |
| D                | Giuseppe Prestia     | Alessandria               | definitivo                       |
| D                | Luca Coccolo         | Juventus                  | definitivo                       |
| D                | Daniele Celiento     | Bari                      | prestito                         |
| D                | Alessandro Albertini |                           | svincolato                       |
| C                | Riccardo Chiarello   | Alessandria               | definitivo                       |
| C                | Nicolò Bianchi       | Reggina                   | definitivo                       |
| C                | Emanuele Adamo       | Monterosi Tuscia          | definitivo                       |
| C                | Jonathan Bumbu       |                           | svincolato                       |
| C                | Saber Hraiech        | Padova                    | definitivo                       |
| C                | Francesco De Rose    | Palermo                   | definitivo                       |
| A                | Simone Corazza       | Alessandria               | definitivo                       |
| A                | Alexis Ferrante      | Ternana                   | prestito con diritto di riscatto |
| A                | King Udoh            | Olbia                     | definitivo                       |
| Altre operazioni |                      |                           |                                  |
| R.               | Nome                 | da                        | Modalità                         |
| P                | Davide Fabbri        | Cattolica                 | fine prestito                    |
| D                | Lorenzo Dominici     | Flaminia CivitaCastellana | fine prestito                    |
| C                | Nicola Zanni         | Fano                      | fine prestito                    |
| C                | Giovanni Nannelli    | Montevarchi               | fine prestito                    |
| C                | Davide Munari        | Piacenza                  | fine prestito                    |

| Cessioni         | Cessioni            | Cessioni         | Cessioni                         |
| R.               | Nome                | a                | Modalità                         |
| ---------------- | ------------------- | ---------------- | -------------------------------- |
| P                | Michele Nardi       |                  | svincolato                       |
| P                | Elia Benedettini    |                  | svincolato                       |
| D                | Erasmo Mulé         | Juventus         | fine prestito                    |
| D                | Rosario Maddaloni   |                  | svincolato                       |
| D                | Cesare Pogliano     |                  | svincolato                       |
| D                | Nicholas Allievi    | Como             | fine prestito                    |
| D                | Giulio Favale       |                  | svincolato                       |
| D                | Antonio Candela     | Genoa            | fine prestito                    |
| D                | Lorenzo Gonnelli    | Audace Cerignola | definitivo                       |
| C                | Nicola Rigoni       | Monza            | fine prestito                    |
| C                | Simone Missiroli    |                  | svincolato                       |
| C                | Francesco Ardizzone |                  | svincolato                       |
| C                | Demetrio Steffé     |                  | svincolato                       |
| C                | Carlo Ilari         | Lecco            | definitivo                       |
| C                | Dominik Frieser     | Hartberg         | definitivo                       |
| A                | Riccardo Tonin      | Milan            | fine prestito                    |
| A                | Mattia Bortolussi   | Novara           | definitivo                       |
| A                | Nicholas Pierini    | Venezia          | definitivo                       |
| A                | Salvatore Caturano  | Potenza          | definitivo                       |
| Altre operazioni |                     |                  |                                  |
| R.               | Nome                | a                | Modalità                         |
| P                | Davide Fabbri       |                  | svincolato                       |
| P                | Alessandro Bizzini  |                  | svincolato                       |
| D                | Lorenzo Dominici    |                  | svincolato                       |
| C                | Nicola Zanni        |                  | svincolato                       |
| C                | Tommaso Berti       | Fiorentina       | prestito con diritto di riscatto |
| C                | Giovanni Nannelli   | Fermana          | prestito con diritto di riscatto |
| C                | Davide Munari       | Piacenza         | definitivo                       |
| A                | Filippo Pittarello  | Feralpisalò      | prestito con diritto di riscatto |

### Sessione invernale(dal 1/1 al 31/1)
| Acquisti         | Acquisti          | Acquisti     | Acquisti                         |
| R.               | Nome              | da           | Modalità                         |
| ---------------- | ----------------- | ------------ | -------------------------------- |
| D                | Luigi Silvestri   | Siena        | definitivo                       |
| C                | Mattia Mustacchio | Pro Vercelli | prestito con diritto di riscatto |
| Altre operazioni |                   |              |                                  |
| R.               | Nome              | da           | Modalità                         |

| Cessioni         | Cessioni        | Cessioni | Cessioni                         |
| R.               | Nome            | a        | Modalità                         |
| ---------------- | --------------- | -------- | -------------------------------- |
| P                | Stefano Minelli | Südtirol | prestito con diritto di riscatto |
| D                | Ivan Kontek     | Foggia   | prestito con diritto di riscatto |
| Altre operazioni |                 |          |                                  |
| R.               | Nome            | a        | Modalità                         |

## Risultati

### Serie C

#### Girone di andata
| Arbitro: | Bordin (Bassano del Grappa) |

|                |           |                            |
| S. Shpendi 22’ | Marcatori | 72’ Giannetti 80’ Bozhanaj |

| Arbitro: | Giordano (Novara) |

|  |           |             |
|  | Marcatori | 24’ Corazza |

| Arbitro: | Centi (Terni) |

|            |           |            |
| Udoh 90+4’ | Marcatori | 65’ Ruocco |

| Arbitro: | Caldera (Como) |

|                             |           |  |
| Pellizzari 40’ Scorza 45+4’ | Marcatori |  |

| Arbitro: | Turrini (Firenze) |

|         |           |                  |
| Udoh 6’ | Marcatori | 80’ G. Benedetti |

| Arbitro: | Di Cicco (Lanciano) |

|                                |           |  |
| S. Shpendi 16’ (rig.) Udoh 22’ | Marcatori |  |

| Siena 10 ottobre 2022, ore 20:30 CEST 7ª giornata | Siena              | 0 – 0 referto | Cesena | Stadio Artemio Franchi (3 041 spett.)\| Arbitro: \| Monaldi (Macerata) \| |
| Arbitro:                                          | Monaldi (Macerata) |               |        |                                                                           |

| Arbitro: | Calzavara (Varese) |

|                                     |           |  |
| Chiarello 19’ Corazza 21’, 40’, 86’ | Marcatori |  |

| Arbitro: | Fiero (Pistoia) |

|  |           |                    |
|  | Marcatori | 50’ (rig.) Corazza |

| Arbitro: | Sfira (Pordenone) |

|                                    |           |                 |
| Albertini 22’ Corazza 90+5’ (rig.) | Marcatori | 28’ Mastroianni |

| Arbitro: | Scarpa (Collegno) |

|  |           |                                    |
|  | Marcatori | 38’ Udoh 40’ Corazza 52’ Calderoni |

| Arbitro: | Collu (Cagliari) |

|                                          |           |  |
| Corazza 2’ Hraiech 73’ A. Ferrante 90+1’ | Marcatori |  |

| Chiavari 14 novembre 2022, ore 20:30 CET 13ª giornata | Virtus Entella | 0 – 0 referto | Cesena | Stadio comunale (1 300 spett.)\| Arbitro: \| Maggio (Lodi) \| |
| Arbitro:                                              | Maggio (Lodi)  |               |        |                                                               |

| Arbitro: | Virgilio (Trapani) |

|  |           |              |
|  | Marcatori | 55’ Spagnoli |

| Arbitro: | Giordano (Novara) |

|  |           |             |
|  | Marcatori | 20’ Hraiech |

| Arbitro: | Scatena (Avezzano) |

|               |           |  |
| D. Franco 59’ | Marcatori |  |

| Arbitro: | E. Longo (Cuneo) |

|                           |           |                         |
| Corazza 6’, 65’ Adamo 10’ | Marcatori | 47’ Ubaldi 68’ F. Russo |

| Arbitro: | Crezzini (Siena) |

|            |           |                            |
| Fedato 22’ | Marcatori | 32’ Corazza 67’ S. Shpendi |

| Arbitro: | Rinaldi (Bassano del Grappa) |

|                                         |           |                       |
| Prestia 11’ A. Ferrante 48’ Corazza 56’ | Marcatori | 35’ (rig.) Martignago |

#### Girone di ritorno
| Arbitro: | Bonacina (Bergamo) |

|             |           |             |
| D’Auria 87’ | Marcatori | 43’ Corazza |

| Arbitro: | Perri (Roma) |

|             |           |  |
| Prestia 82’ | Marcatori |  |

| Arbitro: | Pascarella (Nocera Inferiore) |

|  |           |           |
|  | Marcatori | 59’ Adamo |

| Arbitro: | Calzavara (Varese) |

|            |           |                 |
| De Rose 8’ | Marcatori | 51’ Fischnaller |

| Arbitro: | Collu (Cagliari) |

|  |           |                                   |
|  | Marcatori | 22’, 56’ S. Shpendi 66’ Calderoni |

| Arbitro: | Tremolada (Monza) |

|  |           |                                |
|  | Marcatori | 7’, 32’ S. Shpendi 80’ Corazza |

| Arbitro: | Carrione (Castellammare di Stabia) |

|                                                              |           |  |
| Silvestri 22’ S. Shpendi 34’ Raimo 61’ (aut.) Mustacchio 82’ | Marcatori |  |

| Arbitro: | Costanza (Agrigento) |

|                       |           |                                                  |
| Simeri 61’ De Feo 90’ | Marcatori | 29’ Corazza 35’ Prestia 69’ S. Shpendi 83’ Bumbu |

| Arbitro: | Nicolini (Brescia) |

|                  |           |                               |
| Mustacchio 90+2’ | Marcatori | 40’ Nardi 84’ Varela Djamanca |

| Fiorenzuola d'Arda 26 febbraio 2023, ore 14:30 CET 29ª giornata | Fiorenzuola        | 0 – 0 referto | Cesena | Stadio comunale di Fiorenzuola d'Arda (695 spett.)\| Arbitro: \| Monaldi (Macerata) \| |
| Arbitro:                                                        | Monaldi (Macerata) |               |        |                                                                                        |

| Arbitro: | Diop (Treviglio) |

|                              |           |                         |
| Ciofi 23’ Corazza 86’ (rig.) | Marcatori | 40’ Gennari 61’ Italeng |

| Arbitro: | Arena (Torre del Greco) |

|                  |           |           |
| Di Stefano 90+6’ | Marcatori | 30’ Bumbu |

| Arbitro: | Di Marco (Ciampino) |

|                                                 |           |  |
| S. Shpendi 16’, 89’ Silvestri 32’ Brambilla 50’ | Marcatori |  |

| Arbitro: | Emmanuele (Pisa) |

|  |           |             |
|  | Marcatori | 78’ Corazza |

| Arbitro: | Giaccaglia (Jesi) |

|               |           |  |
| Chiarello 74’ | Marcatori |  |

| Arbitro: | Scarpa (Collegno) |

|              |           |            |
| Celiento 23’ | Marcatori | 31’ Panico |

| Arbitro: | Saia (Palermo) |

|             |           |                                                                          |
| Calamai 30’ | Marcatori | 5’ Adamo 8’ (rig.) Corazza 47’ S. Shpendi 61’, 89’ Bumbu 90+2’ Silvestri |

| Arbitro: | Petrella (Viterbo) |

|                                |           |  |
| Silvestri 22’ C. Shpendi 90+2’ | Marcatori |  |

| Arbitro: | Panettella (Gallarate) |

|  |           |               |
|  | Marcatori | 82’ Chiarello |

### Play-off

#### Fase nazionale
| Vicenza 27 maggio 2023, ore 20:30 CEST Secondo turno - Andata | L.R. Vicenza                  | 0 – 0 referto | Cesena | Stadio Romeo Menti (8 500 spett.)\| Arbitro: \| Pascarella (Nocera Inferiore) \| |
| Arbitro:                                                      | Pascarella (Nocera Inferiore) |               |        |                                                                                  |

| Cesena 31 maggio 2023, ore 20:30 CEST Secondo turno - Ritorno | Cesena             | 0 – 0 referto | L.R. Vicenza | Orogel Stadium-Dino Manuzzi (13 106 spett.)\| Arbitro: \| Bonacina (Bergamo) \| |
| Arbitro:                                                      | Bonacina (Bergamo) |               |              |                                                                                 |

#### Final Four
| Arbitro: | Scatena (Avezzano) |

|             |           |                                    |
| Giudici 66’ | Marcatori | 8’ (rig.) Mercadante 45+1’ Prestia |

| Arbitro: | Collu (Cagliari) |

|                                            |                      |                                      |
|                                            | Marcatori            | 56’ Buso                             |
| Mercadante S. Shpendi Chiarello Mustacchio | Tiri di rigore 3 – 4 | Celjak Zuccon Bunino Scapuzzi Lepore |

### Coppa Italia Serie C

#### Turni eliminatori
| Arbitro: | Di Reda (Molfetta) |

|                                                   |           |                |
| Chiarello 4’ A. Ferrante 69’ (rig.) Calderoni 88’ | Marcatori | 72’ Spedalieri |

| Arbitro: | Giaccaglia (Jesi) |

|                         |           |               |
| Santini 23’ (rig.), 53’ | Marcatori | 56’ Brambilla |

## Statistiche

### Statistiche di squadra
Statistiche aggiornate al 8 giugno 2023.
| Competizione         | Punti | In casa | In casa | In casa | In casa | In casa | In casa | In trasferta | In trasferta | In trasferta | In trasferta | In trasferta | In trasferta | Totale | Totale | Totale | Totale | Totale | Totale | D.R. |
| Competizione         | Punti | G       | V       | N       | P       | Gf      | Gs      | G            | V            | N            | P            | Gf           | Gs           | G      | V      | N      | P      | Gf     | Gs     | D.R. |
| -------------------- | ----- | ------- | ------- | ------- | ------- | ------- | ------- | ------------ | ------------ | ------------ | ------------ | ------------ | ------------ | ------ | ------ | ------ | ------ | ------ | ------ | ---- |
| Serie C              | 79    | 19      | 11      | 5       | 3       | 37      | 15      | 19           | 12           | 5            | 2            | 29           | 9            | 38     | 23     | 10     | 5      | 66     | 24     | +42  |
| Play-off             | -     | 2       | 0       | 1       | 1       | 0       | 1       | 2            | 1            | 1            | 0            | 2            | 1            | 4      | 1      | 2      | 1      | 2      | 2      | 0    |
| Coppa Italia Serie C | -     | 1       | 1       | 0       | 0       | 3       | 1       | 1            | 0            | 0            | 1            | 1            | 2            | 2      | 1      | 0      | 1      | 4      | 3      | +1   |
| Totale               | -     | 22      | 12      | 6       | 4       | 40      | 17      | 22           | 13           | 6            | 3            | 32           | 12           | 44     | 25     | 12     | 7      | 72     | 29     | +43  |

### Andamento in campionato
| Giornata  | 1  | 2 | 3 | 4  | 5  | 6  | 7 | 8 | 9 | 10 | 11 | 12 | 13 | 14 | 15 | 16 | 17 | 18 | 19 | 20 | 21 | 22 | 23 | 24 | 25 | 26 | 27 | 28 | 29 | 30 | 31 | 32 | 33 | 34 | 35 | 36 | 37 | 38 |
| --------- | -- | - | - | -- | -- | -- | - | - | - | -- | -- | -- | -- | -- | -- | -- | -- | -- | -- | -- | -- | -- | -- | -- | -- | -- | -- | -- | -- | -- | -- | -- | -- | -- | -- | -- | -- | -- |
| Luogo     | C  | T | C | T  | C  | C  | T | C | T | C  | T  | C  | T  | C  | T  | T  | C  | T  | C  | T  | C  | T  | C  | T  | T  | C  | T  | C  | T  | C  | T  | C  | T  | C  | C  | T  | C  | T  |
| Risultato | P  | V | N | P  | N  | V  | N | V | V | V  | V  | V  | N  | P  | V  | P  | V  | V  | V  | N  | V  | V  | N  | V  | V  | V  | V  | P  | N  | N  | N  | V  | V  | V  | N  | V  | V  | V  |
| Posizione | 14 | 6 | 8 | 14 | 13 | 10 | 9 | 8 | 6 | 3  | 4  | 1  | 1  | 4  | 4  | 5  | 3  | 3  | 3  | 3  | 2  | 2  | 2  | 2  | 2  | 2  | 2  | 2  | 3  | 3  | 3  | 3  | 3  | 3  | 3  | 3  | 2  | 2  |

Legenda:

Luogo: C = Casa; T = Trasferta. Risultato: V = Vittoria; N = Pareggio; P = Sconfitta.

### Statistiche dei giocatori
Sono in corsivo i calciatori che hanno lasciato la società a stagione in corso.
| Giocatore      | Serie C - Girone B | Serie C - Girone B | Serie C - Girone B | Serie C - Girone B | Coppa Italia Serie C | Coppa Italia Serie C | Coppa Italia Serie C | Coppa Italia Serie C | Totale   | Totale | Totale      | Totale     |
| Giocatore      | Presenze           | Reti               | Ammonizioni        | Espulsioni         | Presenze             | Reti                 | Ammonizioni          | Espulsioni           | Presenze | Reti   | Ammonizioni | Espulsioni |
| -------------- | ------------------ | ------------------ | ------------------ | ------------------ | -------------------- | -------------------- | -------------------- | -------------------- | -------- | ------ | ----------- | ---------- |
| S. Minelli     | -                  | -                  | -                  | -                  | -                    | -                    | -                    | -                    | -        | -      | -           | -          |
| A. Tozzo       | 28                 | -15                | 3                  | -                  | -                    | -                    | -                    | -                    | 28       | -15    | 3           | -          |
| L. Lewis       | 10                 | -9                 | 1                  | -                  | 2                    | -3                   | -                    | -                    | 12       | -12    | 1           | -          |
| L. Pollini     | -                  | -                  | -                  | -                  | -                    | -                    | -                    | -                    | -        | -      | -           | -          |
| A. Ciofi       | 34                 | 1                  | 8                  | 1                  | -                    | -                    | -                    | -                    | 34       | 1      | 8           | 1          |
| M. Calderoni   | 28                 | 2                  | 7                  | -                  | 1                    | 1                    | -                    | -                    | 29       | 3      | 7           | -          |
| G. Prestia     | 30                 | 3                  | 6                  | -                  | -                    | -                    | -                    | -                    | 30       | 3      | 6           | -          |
| D. Celiento    | 15                 | 1                  | 6                  | 0                  | -                    | -                    | -                    | -                    | 15       | 1      | 6           | 0          |
| A. Albertini   | 22                 | 1                  | 4                  | 1                  | 2                    | 0                    | -                    | -                    | 24       | 1      | 4           | 1          |
| M. Mercadante  | 21                 | 0                  | 2                  | 1                  | 1                    | 0                    | -                    | -                    | 22       | 0      | 2           | 1          |
| I. Kontek      | 5                  | 0                  | 1                  | -                  | 2                    | 0                    | 2                    | -                    | 7        | 0      | 3           | -          |
| L. Coccolo     | 13                 | 0                  | 4                  | 1                  | 2                    | 0                    | -                    | -                    | 15       | 0      | 4           | 1          |
| L. Silvestri   | 14                 | 4                  | 3                  | -                  | -                    | -                    | -                    | -                    | 14       | 4      | 3           | -          |
| T. Lepri       | -                  | -                  | -                  | -                  | 2                    | 0                    | -                    | -                    | 2        | 0      | -           | -          |
| S. Pieraccini  | 1                  | 0                  | -                  | -                  | 1                    | 0                    | -                    | -                    | 2        | 0      | -           | -          |
| A. Brambilla   | 22                 | 1                  | 2                  | -                  | 2                    | 1                    | -                    | -                    | 24       | 2      | 2           | -          |
| M. Francesconi | 5                  | 0                  | 1                  | -                  | 2                    | 0                    | -                    | -                    | 7        | 0      | 1           | -          |
| J. Bumbu       | 20                 | 4                  | 2                  | 1                  | 1                    | 0                    | 1                    | -                    | 21       | 4      | 3           | 1          |
| R. Chiarello   | 31                 | 3                  | 2                  | -                  | 2                    | 1                    | -                    | -                    | 33       | 4      | 2           | -          |
| E. Adamo       | 35                 | 3                  | 2                  | -                  | 1                    | 0                    | -                    | -                    | 36       | 3      | 2           | -          |
| S. Hraiech     | 33                 | 2                  | 11                 | -                  | -                    | -                    | -                    | -                    | 33       | 2      | 11          | -          |
| N. Bianchi     | 31                 | 0                  | 8                  | -                  | -                    | -                    | -                    | -                    | 31       | 0      | 8           | -          |
| F. De Rose     | 32                 | 1                  | 15                 | -                  | 1                    | 0                    | -                    | -                    | 33       | 1      | 15          | -          |
| M. Mustacchio  | 11                 | 2                  | 2                  | -                  | -                    | -                    | -                    | -                    | 11       | 2      | 2           | -          |
| S. Corazza     | 35                 | 18                 | 8                  | -                  | -                    | -                    | -                    | -                    | 35       | 18     | 8           | -          |
| A. Ferrante    | 31                 | 2                  | -                  | 1                  | 2                    | 1                    | -                    | -                    | 33       | 3      | -           | 1          |
| K. Udoh        | 20                 | 4                  | 2                  | -                  | 2                    | 0                    | -                    | -                    | 22       | 4      | 2           | -          |
| G. Zecca       | 21                 | 0                  | 1                  | -                  | 2                    | 0                    | -                    | -                    | 23       | 0      | 1           | -          |
| C. Shpendi     | 16                 | 1                  | -                  | -                  | 2                    | 0                    | -                    | -                    | 18       | 1      | -           | -          |
| S. Shpendi     | 29                 | 12                 | 1                  | -                  | 1                    | 0                    | -                    | -                    | 30       | 12     | 1           | -          |